# Saepinum
Saepinum was een Romeinse stad, waarvan de overblijfselen ten noorden van Sepino zijn gelegen.
Deze antieke stad is in de 3e eeuw v.Chr. ontstaan nabij de hoger gelegen Samnietische stad Saipins die in 293 v.Chr. door de Romeinen werd veroverd. Saepinum behoort tot de beter bewaarde Romeinse steden, want onder andere de stadsstructuur is nog goed zichtbaar. In tegenstelling tot de archeologische gebieden in Latium en Campanië zijn hier nog maar weinig toeristen te vinden. Op het terrein zijn onder meer de resten zien van een theater, forum, stadspoorten, thermen en Romeinse tempels. Op het terrein is ook het Museo Archeologico Vittoriano gevestigd.